# Patente di febbraio
La Patente di febbraio fu un documento adottato nel 1861 come costituzione dell'Impero austriaco.

## Cause
All'inizio degli anni sessanta del XIX secolo, l'Impero asburgico stava attraversando una fase particolarmente delicata. Il crescente fermento indipendentista dimostrato dalle varie etnie e la crisi economica che attraversava l'Impero creavano un crescente malcontento nei confronti della burocrazia viennese. La sconfitta contro il Regno di Sardegna e l'Impero francese nella Seconda guerra d'indipendenza italiana avevano inoltre mostrato la debolezza dell'esercito; la crescente influenza del Regno di Prussia sulla Confederazione germanica era inoltre causa di preoccupazione nelle élite austriache.
L'imperatore Francesco Giuseppe doveva inoltre far fronte alle sempre più pressanti richieste dei liberali per una riforma in senso più democratico dello Stato che garantisse – al tempo stesso – una maggiore autonomia alle popolazioni non tedesche dell'Impero (soprattutto ungheresi e cechi). Con questo obiettivo, il 20 ottobre 1860 venne approvato il Diploma di ottobre, una sorta di costituzione che rafforzava il Parlamento e introduceva alcuni elementi federali nell'amministrazione.
Il Diploma tuttavia non fu sufficiente a soddisfare le aspettative dei liberali e degli autonomisti ungheresi. Francesco Giuseppe fu dunque costretto a nominare Segretario di Stato Anton von Schmerling con il compito di redigere una nuova costituzione.

## L'adozione della patente
Nel febbraio 1861 venne quindi adottata la cosiddetta Patente che stabiliva un sistema bicamerale: la Camera bassa era eletta indirettamente, mentre la Camera alta era composta dal principe ereditario e da membri nominati a vita dall'imperatore tra le classi aristocratiche e dell'alto clero.
Nonostante il rafforzamento del ruolo del Parlamento, il sovrano manteneva inoltre ampi margini di decisione svincolati da autorizzazione parlamentare, soprattutto nelle questioni militari.

## La sospensione
La Patente non riuscì a soddisfare le richieste dell'aristocrazia magiara e venne sospesa nel settembre 1865. Solo a seguito della sconfitta nella guerra austro-prussiana del 1866 l'impero asburgico venne riorganizzato in senso federale.